# Propanoat de calci
El propanoat de calci (altrament dit propinoat de calci o propinoat càlcic) és un compost químic sòlid blanc cristal·lí que té la fórmula química Ca (C₂H₅COO)₂. És la sal de calci de l'àcid propanoic.

## Usos
Com a additiu alimentari té el Codi E 282 en el Codex Alimentarius. El propanoat de calci es fa servir com conservant en una àmplia varietat de productes, incloent però no limitant-se al pa, altres productes fornejats, carn processada i productes lactis. En agricultura, entre altres coses, es fa servir per prevenir la febre de la llet en les vaques i com suplement alimentari Els propanoats eviten que els microbis produeixin l'energia que necessiten, com també ho fan els benzoats. Tanmateix, al contrari que els benzoats, els propanoats no requereixen un ambient àcid.
El propanoat de calci es fa servir en productes fornejats com inhibidor del problema de les floridures,típicament a concentracó de 0,1-0,4%. Segons el Pesticide Action Network North America, el propionat de calci és lleugerament tòxic.
El propanoat de calci es fa servir com fungicida en els fruits.